# 島田蕃根
島田 蕃根（しまだ ばんこん/みつね、1827年12月25日（文政10年11月8日）- 1907年（明治40年）9月2日）は、幕末から明治時代に活躍した僧、仏教学者である。法名は円真。別名に如縄道人等。

## 経歴・人物
役藍泉（島田浄観）の孫として周防の徳山に生まれる。幼年期より徳山藩に仕え、儒教や神道等宗教に関する事を多く学んだ。後に天台宗本山派修験道教学院の住職となる。
後に藩主の命によって上洛し興譲館で教鞭を執り、勤皇説を唱えた。維新後の1872年（明治5年）に廃藩置県に携わるため還俗し同時期に活躍した福田行誡、獅岳快猛らと共に『大蔵経』の編纂に携わった。その後、教部省や内務省内の社寺局等に勤めるなど現代における仏教の興隆に貢献した。
また、育児院の設立や聖徳太子が建立した寺院を幇助する事にも携わった。墓所は青山霊園(1ロ2-6)。

## 主な著作物
- 『縮刷大蔵経（大日本校訂縮刻大蔵経）』- 高麗で出版された同題のものを参考にして活字で執筆し、刊行した著書。略して縮刷蔵、縮蔵とも呼ばれる。